# كيري بولتون
كيري بولتون (بالإنجليزية: Kerry Bolton)‏ هو كاتب نيوزلندي، ولد في 1956 في لور هوت في نيوزيلندا.